# Melrose Place
A Melrose Place egy amerikai televíziós sorozat. A Darren Star által készített sorozatot 1992 és 1999 között vetítették az amerikai FOX csatornán.

## A sorozatról
A Melrose Place a Beverly Hills 90210 spin-off sorozata, bár egyetlenegy állandó szereplője sincs a sorozatnak a Beverly Hills 90210-ből.
Melrose Place egy kis apartmanszerű társasház Los Angeles West Hollywood nevű körzetében, ahol hat egyedülálló fiatal és egy fiatal házaspár éli mindennapi életét. A sorozat elején Kelly Taylor (Jennie Garth) a Beverly Hills 90210 egyik szereplője szerelmével üldözi Melrose egyik lakóját a jóképű, segédmunkás Jake Hanson-t (Grant Show). A lány hamarosan rájön arra, hogy Jake és ő teljesen más világ, így visszaköltözik Beverly Hills-be.
Az első évad állandó szereplői közé tartozik Matt Fielding (Doug Savant) az egyedül élő meleg fiú, aki keresi az igazi szerelmet. Matt-nek szembe kell néznie néhány atrocitással az első évadban. A sorozat elején egyetlenegy igazi pár él a Melrose Place-en, ők Jane (Josie Bissett) és Michael Mancini (Thomas Calabro). Jane egy 23 éves feltörekvő divattervező, Michael pedig egy együttérző sebész. Az ő szomszédaik még Alison Parker (Courtney Thorne-Smith) és lakótársa, Billy Campbell (Andrew Shue). Alison a D&D reklámügynökségnél dolgozik, mint telefonközpontos, míg Billy taxi-sofőrként keresi a kenyerét. A sorozat az első évad alatt nagyon összpontosított Billy és Alison kapcsolatára. Az évad végén Billy és Alison szerelmi viszonyt kezdett egymással.
A sorozat állandó szereplői voltak még Rhonda Blair (Vanessa Williams), egy afroamerikai aerobic-oktató és a felfelétörekvő "csillag" Sandy Louise Harling (Amy Locane). Vanessa Williams kilépett a sorozatból az első évad végén, míg Amy Locane-t a producerek írták ki a sorozatból 13 rész után. Amy Locane távozása után érkezett a 15. részben Daphne Zuniga, aki Jo Beth Reynolds karakterét alakította. Jo New Yorkból menekült Los Angeles-be alkoholista férje elől. A sorozatba való érkezésekor Jo és Jake egy örökös se veled, se nélküled kapcsolatba bonyolódtak. Jo hobbija a fényképezés volt, míg gazdag férjével élt, majd ez vált a fő megélhetési forrásává, amikor beköltözött Sandy és Rhonda lakásába. Rhonda (magyar nézőknek Vandaként lehet ismerős) pedig átköltözött egy kisebb lakásba.
A producerek látván a középszerű nézettséget, úgy döntöttek, hogy felfrissítik a sorozatot, mégpedig úgy, hogy beleírták a sorozatba a rámenős és áskálódó Amanda Woodward-ot, akit a nézők körében jól ismert Heather Locklear játszhatott el. Heather alakítása és a nézettség növekedés miatt az alkotók úgy határoztak, hogy Heather Locklear karaktere, Amanda állandó szereplője lehet a sorozatnak. Heather Locklear-nek egyetlenegy kérése volt a sorozat készítőihez az, hogy megtarthassa a 'Special Guest Star' címet a sorozat futása alatt. A producerek igent mondtak. Amanda megvette a Melrose Place-t, és beköltözött ő is. Ő lett a D&D alelnöke, és Alison-t nevezte ki korábbi posztjára. Amandának szinte minden állandó férfi szereplővel volt szerelmi kalandja, kezdve Billy-vel, még az első évad elején. Amanda megjelenésével a sorozat inkább öltötte egy főműsoridős szappanopera képét, mintsem egy külön részekből álló dráma sorozatét. A cselekményszálak nem szakadtak meg egy részben, hanem tovább folytatódtak összefűzve más történésekkel. Így vált a sorozat főműsoridős dráma sorozatból főműsoridős szappanoperává.
Az első évadban ismerkedhettünk meg Dr. Kimberly Shaw-val (Marcia Cross), akivel Michael elkezdte csalni Jane-t az első évad vége felé. Michael később (a második évadban) elvált Jane-től és eljegyezte Kimberly-t, majd viszonyba bonyolódott Jane felelőtlen, ámde furfangos húgával Sydney Andrews-zal (Laura Leighton). Ezeknek a tetteknek köszönhetően Michael együttérző doktorból egy cselszövő gazfickóvá vált a sorozat végére. Sydney ugyanúgy, mint Michael, a sorozat cselszövő, furfangos, mindenki eszén túljáró szereplője lett. Sydney elkövetett néhány baklövést a sorozatban, mint például rövid ideig sztriptíztáncosnőként és prostituáltként dolgozott. Michael és Sydney a sorozat alatt olyan szeretem is, meg nem is karakterek voltak. Michael volt az egyetlen, aki végig játszott a sorozatban, leszámítva Jane-t, aki egy rövid időre eltűnt, majd visszatért.

## Egyéb szereplők
- Brooke Armstrong (Kristin Davis) a harmadik évad második felében érkezett a sorozatba. Egy gazdag lány, aki a D&D-nél dolgozott. Miután Billy és Alison szakítottak, Billy elvette feleségül Brooke-ot, akinek az apja, Hayley (Perry King) pedig feleségül vette Alisont. Egy kirándulás alkalmával Hayley leesett a jachtról és belefulladt a tengerbe. Billy szakított Brooke-kal, majd újra összejött Alisonnal. Billyvel való szakítása után Brooke megpróbált öngyilkosságot megkísérelni, sikertelenül. Egy este részegen botorkált a ház medencéje körül, amikor is beleesett és megfulladt. Nem volt ott senki, hogy segítsen rajta.
- Dr. Peter Burns (Jack Wagner) is a harmadik évadban érkezett a sorozatba. Egy karizmatikus és korrupt orvost játszott, aki megpróbálta megölni Amandát a műtőasztalon. Börtönbe került, majd kiszabadult. Peter volt az egyetlen, aki meg tudta enyhíteni Amanda kőkemény szívét. Az alkotóknak tetszett Jack Wagner alakítása így állandó szereplője lett a sorozatnak a negyedik évadtól.
- Jo távozása után, új női szereplőre volt szükség. Így jött a képbe Samantha Reilly (Brooke Langton), aki a negyedik évad utolsó kettő részében már szerepelt, mint vendégszereplő, majd állandó szereplője lett a sorozat ötödik és hatodik évadjában. Később az ötödik évad utolsó részében Sam véletlenül elütötte Sydneyt a lány Craiggel kötendő esküvőjén. Sydney meghalt.
- Az ötödik évad új szereplői voltak az étteremtulajdonos, Kyle McBride (Rob Estes) és bosszúvágyó felesége, Taylor (Lisa Rinna). Taylor volt a sógornője Peternek, akibe szerelmes volt. Kyle és Taylor elváltak, majd egy rövid viszony után Sydneyvel, Kyle elkezdte se veled, se nélküled kapcsolatát Amandával.
- Megan (Kelly Rutherford), az ötödik évad elején érkezett a sorozatba, mint Michael új kiszemeltje. Persze Kimberly bérelte fel Megant, hogy boldoggá tegye Michaelt.
- Craig Field (David Charvet) és Jennifer Mancini (Alyssa Milano) is az ötödik évad új szereplői voltak. Jennifer Kimberly halála után érkezett a sorozatba.
- Miután Jane, Kimberly, Alison, Jake, Sydney és Matt is kiléptek a sorozatból még új arcokra volt szükség. Matt a hatodik évad első részében lépett ki a sorozatból, helyére érkezett Lexi Sterling (Jamie Luner), aki az erőszakos Dr. Brett Cooper (Linden Ashby) exfeleségét alakította. Lexi viszonyt akart kezdeni Peterrel. Jamie Luner karaktere, Lexi átalakult a hetedik évadra a gazdag, apuci kislányából egy számító, de igen csak népszerű 'döggé' alakult. Később megvette a Melrose Place-t és alapított egy új ügynökséget Sterling-Conway néven. amely betette a kaput Amanda saját reklámügynökségének.
- A hatodik évadban Craig öngyilkos lett, Jennifer kocsijában. Az évad végére Sam, Billy, Taylor, Jennifer és Cooper kiléptek a sorozatból. Alyssa Milano és Lisa Rinna önként távozott. Andrew Shue, Brooke Langton és Linden Ashby pedig ki lettek írva a sorozatból. Míg Josie Bissett visszatért.
- A hetedik évadban Josie Bissett és a Ryan Mcbride-ot játszó John Haymes Newton is állandó tagokká váltak. A hetedik évadban bontakozott ki Ryan és Megan szerelme, illetve Michael és Jane is egymásra találtak egy kis időre. Végül is a sokat szenvedő Jane és Kyle összejöttek.
- A hetedik évad elején érkezett Eve Cleary (Rena Sofer), aki a hetedik évad Kimberlyje volt. Eve jött és mindent felkavart a többi szereplő életében. Majd ügyes-bajos dolgai miatt börtönbe került, mondhatni megfizetett mindenért.

A hetedik volt az utolsó évad, miután az alkotók bejelentették, a magas költségvetésre és a hirtelen nézőszám csökkenésre hivatkozva, hogy elrendelték a sorozat befejezését.

## Epizódok
A Melrose Place epizódjainak listája

## Főszereplők
- Linden Ashby: Brett - Lux Ádám
- Josie Bissett: Jane - Csere Ágnes
- Thomas Calabro: Michael - Józsa Imre
- David Charvet: Craig - Bartucz Attila
- Marcia Cross: Kimberly - Balogh Erika
- Kristin Davis: Brooke - Zsigmond Tamara
- Rob Estes: Kyle - Kautzky Armand
- Brooke Langton: Samantha - Timkó Eszter, Mics Ildikó
- Laura Leighton: Sydney - Hámori Eszter, Györgyi Anna
- Amy Locane: Sandy - Farkasinszky Edit
- Heather Locklear: Amanda - Bíró Anikó
- Jamie Luner: Lexi - Spilák Klára
- Alyssa Milano: Jennifer - Kökényessy Ági
- Patrick Muldoon: Richard - Weil Róbert
- John Haymes Newton: Ryan - Crespo Rodrigo
- Lisa Rinna: Taylor - Détár Enikő, Simorjay Emese
- Kelly Rutherford: Megan - Madarász Éva
- Doug Savant: Matt - Fekete Zoltán
- Grant Show: Jake - Zalán János, Győri Péter
- Andrew Shue: Billy - Bor Zoltán
- Rena Sofer: Eve - Nagy-Kálózy Eszter
- Courtney Thorne-Smith: Alison - Kocsis Judit
- Jack Wagner: Peter - Haás Vander Péter
- Vanessa Estelle Williams: Rhonda - Kocsis Mariann
- Daphne Zuniga: Jo - Kiss Erika
- John Enos III: Bobby - Csernák János
- Chad Lowe: Carter - Boros Zoltán